# Дивертор
Дивертор — название ряда технических устройств. Общее значение термина — направляющий лист, направляющая (отклоняющая) перегородка, отводное устройство, отклонитель.

В ядерной физике дивертор — специальное устройство в термоядерном реакторе типов токамак или стелларатор, служащее для удаления внешних слоев плазменного шнура. Часть частиц со стенок вакуумной камеры неизбежно попадают в шнур. Это нежелательно по двум причинам:
1. Плазма охлаждается за счет излучения примесей.
2. Стенка реактора перегревается за счет дополнительного излучения.

Благодаря дивертору эти примеси удаляются из периферии плазмы. Они не успевают проникнуть в центр плазменного шнура и охладить его. Однако использование дивертора связано с большими технологическими трудностями.
Материал пластин дивертора не должен легко распыляться, чтобы не загрязнить плазму.
В ракетно-космической технике дивертор — устройство молниезащиты, представляющее собой отдельно стоящую мачту с размещёнными на ней молниеприёмником, токопроводом и заземляющим устройством.
В сантехнике дивертор — устройство, которым комплектуются смесители. Он представляет собой переключатель, заставляющий течь воду по той или иной трубе.